# Józef Szujski

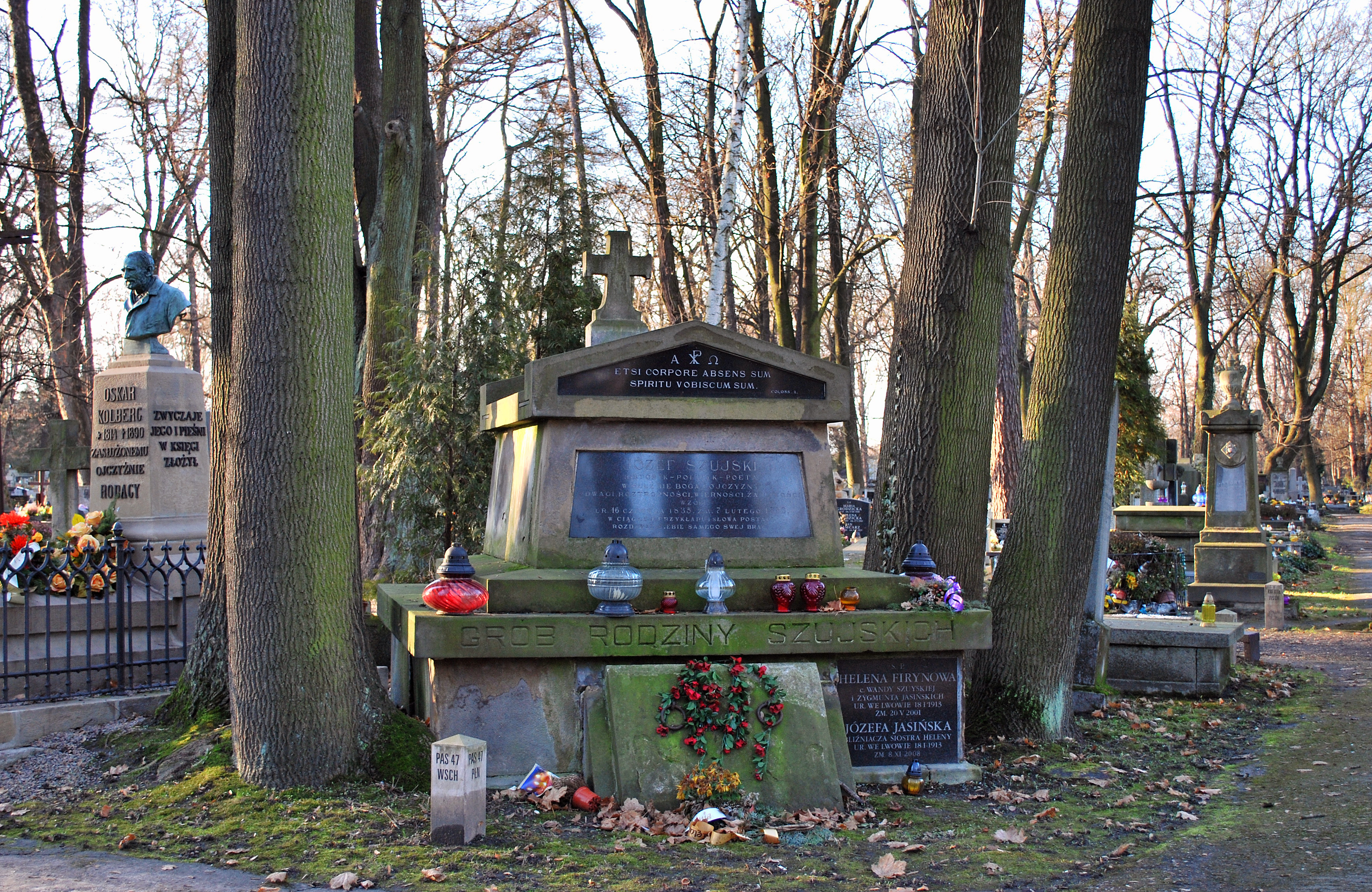
Grobowiec Szujskich na cmentarzu Rakowickim

Józef (Jerzy Karol) Szujski (ur. 16 czerwca 1835 w Tarnowie, zm. 7 lutego 1883 w Krakowie) – polski historyk, jeden z krakowskich stańczyków, publicysta, poeta, prozaik. Współzałożyciel „Przeglądu Polskiego”. Pierwszy sekretarz generalny Akademii Umiejętności w Krakowie.

## Życiorys
Pochodził z niezamożnej, starej szlachty z kniaziowskim tytułem. Był nieślubnym dzieckiem Karoliny Szujskiej. Jego ojcem był Edward Langie, powstaniec i konspirator, który jesienią 1834 ukrywał się w majątku Szujskich. Józef, wychowywany przez matkę, część swego dzieciństwa spędził w Zbyszycach nad Dunajcem – majątku swego wuja Piotra. W 1846 przeniósł się wraz z matką do Tarnowa, gdzie rozpoczął naukę w gimnazjum, – przygotowywał się do pracy w austriackiej administracji. Po sześciu latach nauki przeniósł się do gimnazjum św. Anny w Krakowie. Po zdaniu egzaminów maturalnych, zapisał się na Wydział Filozoficzny Uniwersytetu Jagiellońskiego, jednak po pierwszym semestrze (prawdopodobnie pod presją matki) przeniósł się na Wydział Prawniczy.
Pod koniec 1857 zaczął uczęszczać na spotkania patriotycznego stowarzyszenia młodzieży krakowskiej, które odbywały się w pracowni rzeźbiarskiej P. Filippiego. W 1858 wyjechał na studia do Wiednia, by uzyskać kwalifikację nauczycielską. Wrócił jednak do Krakowa po pierwszym semestrze, a próba skontaktowania się z przyjaciółmi z pracowni Filippiego skończyła się objęciem go nadzorem policyjnym, który nie pozwalał na objęcie żadnej rządowej posady.
W 1861 poślubił Joannę Jełowicką i osiadł w rodzinnym majątku – Kurdwanowie. W Krakowie mieszkał także przy ul. Krupniczej 26 w domu, który należał do Mateusza Rogowskiego (dziada Stanisława Wyspiańskiego).
W 1867 otrzymał mandat do galicyjskiego Sejmu Krajowego, gdzie zasiadał przez trzy kadencje. Następnie wybrano go na delegata do Izby Poselskiej austriackiej Rady Państwa. W uznaniu zasług cesarz ustanowił go dożywotnim członkiem Izby Panów parlamentu.
Był współtwórcą krakowskiej szkoły historycznej, która badała przyczyny narodowych niepowodzeń Polaków. Jeden z aktywnych krakowskich konserwatystów – stańczyków. W latach 1865–1883 był członkiem honorowym Poznańskiego Towarzystwa Przyjaciół Nauk.
Zmarł nie skończywszy 48 lat. Został pochowany na cmentarzu Rakowickim w Krakowie, w grobowcu rodzinnym, w pasie 47.

## Upamiętnienie
Szujski był przyjacielem Jana Matejki, który uwiecznił go na obrazie Hołd Pruski jako wychowawcę królewicza Zygmunta Augusta. 1 czerwca 1886 w Tarnowie, przed budynkiem gimnazjum, gdzie uczył się, odsłonięto jego pomnik. Imię Szujskiego nosi sala nr 56 w Collegium Novum UJ, gdzie 6 listopada 1939 Niemcy, podczas akcji określanej w polskiej literaturze historycznej jako Sonderaktion Krakau, aresztowali profesorów Uniwersytetu i Akademii Górniczej przybyłych na inaugurację roku akademickiego.

## Niektóre publikacje
- Jerzy Ossoliński. Trylogia 1616–1650 (1876)
- współautorstwo pamfletu Teka Stańczyka
- broszura Kilka prawd z dziejów naszych. Ku rozważeniu w chwili obecnej
- Dzieje Polski w czterech tomach (1862-6)
- Historyi polskiej treściwie opowiedzianej ksiąg dwanaście (1880)
- sztuka Halszka z Ostroga
- Królowa Jadwiga
- poemat dramatyczny Wallas
- Jerzy Lubomirski
- dramat Śmierć Władysława IV
- Maryna Mniszchówna
- felietony Portrety Nie-Van-Dyka
- O fałszywej historii jako mistrzyni fałszywej polityki, PIW, Warszawa 1991, ISBN 83-06-02028-6
- Pan Rożnowa: powieść poetycka
- Zborowscy. Tragedya w pięciu aktach z prologiem i epilogiem (1869, wyd. Karol Wild)
- przekład Ryszarda III Williama Szekspira (1866)[7]

## Wystawione na deskach teatru
- Dwór królewicza Władysława – Komedia historyczna w 3 aktach jako część pierwsza trylogii Jerzy Ossoliński. Trylogia 1616–1650 (1876)